# Ophiodermella fancherae
Ophiodermella fancherae är en snäckart som först beskrevs av Dall 1903.  Ophiodermella fancherae ingår i släktet Ophiodermella och familjen kägelsnäckor. Inga underarter finns listade i Catalogue of Life.